# Prosek (Praga)
Prosek – część Pragi. W 2006 zamieszkiwało ją 15 361 mieszkańców.
Znajduje się tu romański kościół św. Wacława, będący najstarszym kościołem pod tym wezwaniem w Czechach. Widoczny dawniej z doliny Starego Miasta, po II wojnie światowej został otoczony blokami.